# Crónica Constitucional de Lisboa
A Crónica Constitucional de Lisboa foi um jornal oficial de Portugal, publicado entre 25 de julho de 1833 e 30 de junho de 1834.
Sucedeu à Gazeta de Lisboa e foi sucedida, em 1 de julho de 1834, pela Gazeta Oficial do Governo.

## Disponibilidade em formato digital
Encontra-se disponível em formato digital:
- Cópia digital da Crónica Constitucional de Lisboa disponível na plataforma DIGIGOV – Diário do Governo Digital (1820-1910). (coleção completa)
- Cópia digital da Crónica Constitucional de Lisboa disponível na Hemeroteca Digital de Lisboa [n.ºs 1 (25-7-1833) a 3 (27-7-1833) e  6 (1-8-1833) a 135 (31-12-1833)].